# Die gestohlene Million
Die gestohlene Million (Originaltitel:  The Boy Who Stole a Million) ist eine abenteuerliche britische Filmkomödie in Schwarzweiß aus dem Jahr 1960 von Charles Crichton, der auch – zusammen mit Niels West-Larsen – das Drehbuch verfasst hatte. In den Hauptrollen sind Maurice Reyna, Virgílio Teixeira, Marianne Benet und Harold Kasket zu sehen. Zum ersten Mal ins Kino kam der Film am 2. September 1960 in den USA. In der Bundesrepublik Deutschland hatte er seine Premiere am 5. Mai 1968 im Programm des Zweiten Deutschen Fernsehens (ZDF).

## Handlung
Der kleine Paco lebt zusammen mit seinem Vater und dem Hund Pepe in der spanischen Großstadt Valencia. Pacos Vater ist Taxifahrer, doch eines Tages gibt sein Taxi wieder einmal den letzten Schnaufer von sich und muss zur Reparatur in die Werkstatt. Paco, der in schmucker Uniform als Laufbursche in den Diensten eines Bankhauses ein paar Pesetas verdient, muss mit anhören, wie Luis, der Mann aus der Werkstatt, von seinem Vater 10.000 Pesetas verlangt, und ohne Bezahlung will er das Auto nicht herausgeben. Um seinem Vater zu helfen, „leiht“ Paco sich kurzerhand Geld bei seinem Arbeitgeber, allerdings ohne dass der Kassierer etwas davon weiß. Dieser merkt erst beim Nachzählen, dass ihm plötzlich eine runde Million Pesetas fehlt. Daraufhin löst der Kassierer den Großalarm aus. Der Verdacht fällt rasch auf Paco, dem bald darauf nicht nur alle Polizisten, sondern auch alle großen und kleinen Gauner Valencias im Nacken sitzen. Doch Paco, wiederholt gestellt und sogar ergriffen, entgeht sowohl den Dieben als auch den Diebesfängern mit viel Glück immer von Neuem, bis ihn endlich sein Papa und dessen Freunde Luis und Maria aus der Klemme befreien können. Am Ende der Hetzjagd werden dem zerknirschten Paco für das „Ausleihen“ des Geldes für einen Tag Zinsen vom Taschengeld abgezogen, wodurch die unüberlegte illegale „Anleihe“ in eine legale Leihaktion umgewandelt wird.

## Kritiken
Der Evangelische Film-Beobachter fasste nach der deutschen Fernsehpremiere seine Kritik so zusammen: „Unbeschwerte, vor allem für ein jüngeres Publikum gedachte Unterhaltung, bei welcher der Spaß über den (unaufdringlich gehobenen) Zeigefinger des Regisseurs siegt.“ Auch das Lexikon des internationalen Films gelangt zu einer überwiegend positiven Einschätzung: „Romantischer, streckenweise etwas sentimentaler Film, der mit Ironie und Witz Eigensucht und Besitzgier persifliert. Vergnügliche Unterhaltung. Für alle.“

## Weblink
- Die gestohlene Million bei IMDb